# Güera
Güera är en ort i Mexiko.   Den ligger i kommunen Sinaloa och delstaten Sinaloa, i den västra delen av landet, 1 200 km nordväst om huvudstaden Mexico City. Güera ligger 110 meter över havet och antalet invånare är 148.
Terrängen runt Güera är huvudsakligen kuperad. Güera ligger nere i en dal. Runt Güera är det glesbefolkat, med 19 invånare per kvadratkilometer. Närmaste större samhälle är Bacubirito, 11,2 km sydost om Güera. I omgivningarna runt Güera växer huvudsakligen savannskog.